# Pitvalid

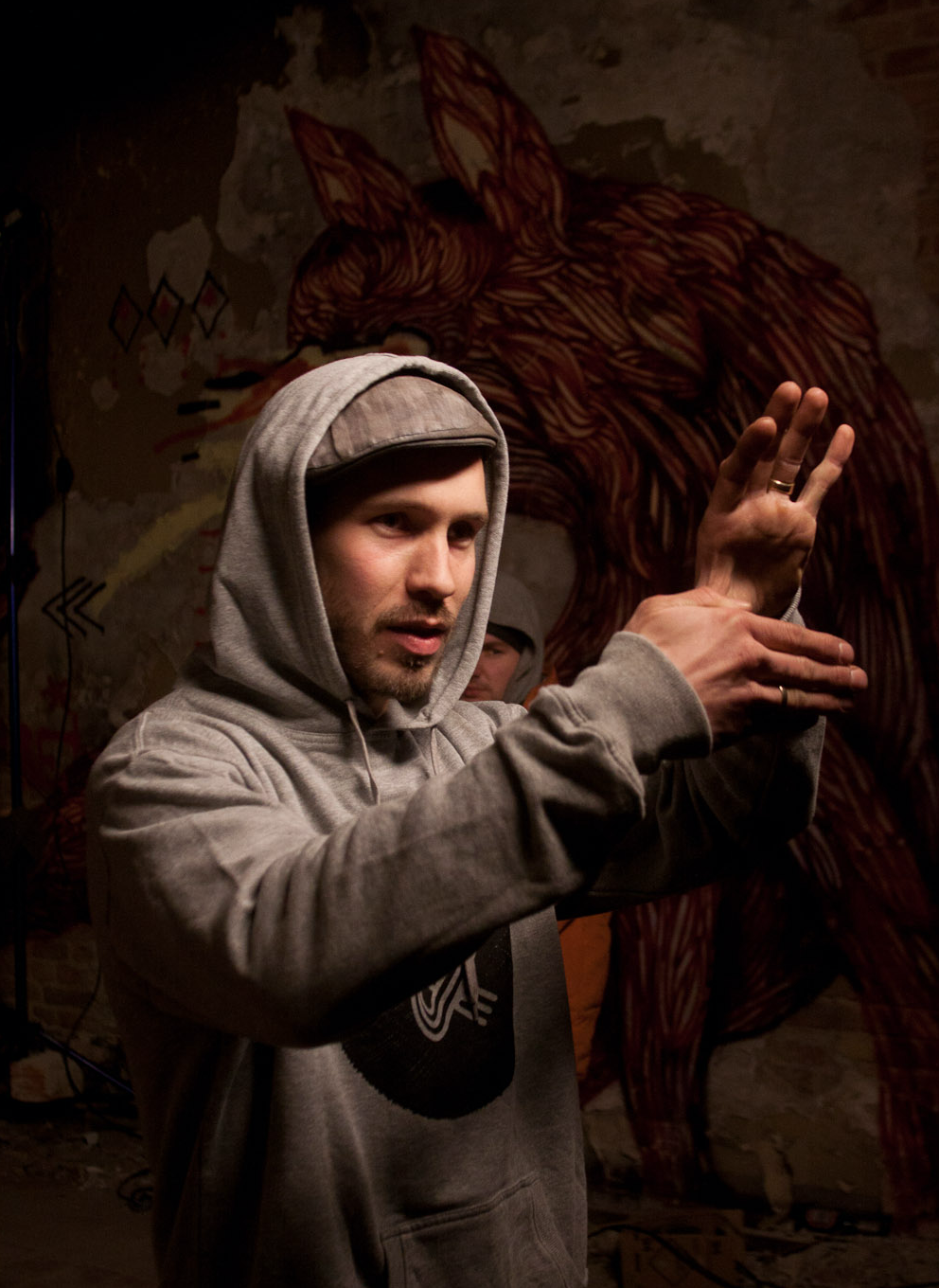
Pitvalid (2011)

Pitvalid ['pitvalit] (* 7. Mai 1981 in Villingen-Schwenningen; bürgerlich: Valentin Rövenstrunck) ist ein deutscher Rapper und Sänger. Er ist Teil des Musikforums Mala Hierba. Zusammen mit seinem Partner Sush formierte er, bis zu dessen Tod, die Crew Übermassiv, außerdem gehört er seit 1999 zusammen mit Dj Havo zur Crew Das Extrakt.
Anfang 2007 gründete er zudem mit Unkle Massive „Team Supreme“, ein Projekt, das sich eher auf Breakbeats konzentriert.
2013 gründete er die Band PIRO.

## Werdegang
1998 begann Pit mit dem MCing. Als Das Extrakt trat er zusammen mit DJ Havo und (damals noch) T.mo vor allem im Club Walters in Albstadt auf. Erste Aufnahmen auf CD gab es 2001 auf dem Sampler Trickkiste.
2003 wurde er Mitglied des Musikforums Mala Hierba ist. In den WDSR-Studios wurden erste Aufnahmen gemacht, vier Wochen später zog Pitvalid nach Überlingen, um die Arbeit an Projekten voranzutreiben. Seit 2003 ist er zudem in der Reimliga Battle Arena (RBA) vertreten, in der er 2005 den ersten Platz erreichte. Mitte des Jahres 2006 gab er jedoch seinen Ausstieg aus der Liga bekannt.
Mittlerweile hatte Pitvalid unzählige Auftritte in Deutschland, Österreich und in der Schweiz. Highlights waren bis jetzt der Support für Afu-Ra, das EFX, diverse Auftritte auf Festivals und die Auftritte im Rahmen des Jamsession Contest 2006/2007.
Seinen Stil entwickelte Pitvalid immer weiter. Neben den Double- und Trippletimeraps ist Pit vor allem bekannt für seinen Mix aus New-School-Breaks, Electro, Reggae und Rap. Er rappt meist auf Deutsch.
Nach der EP True Colors im Frühjahr 2006, veröffentlichte Pitvalid am 31. August 2006 sein Debütalbum Chamäleon.
Am 3. November 2006 gewann Pitvalid die erste Runde des Jamsession Contest 2006/2007 und qualifizierte sich damit für das Halbfinale-Süd am 3. März 2007 in Fellbach, bei dem er den zweiten Platz belegte.
Zum fünften Jahrestag der Veröffentlichung des Albums Chamäleon gab Pitvalid am 31. August 2011 sein neues Album Pitrock heraus.
Am 31. August 2021 veröffentlichte er die EP Tauchen.
Pitvalid veröffentlicht seine Werke über die Webseite seines Labels BSOLID und über die Internet-Plattform Jamendo zumeist unter einer Creative Commons Lizenz. Das Album Chamäleon wurde zu Weihnachten 2008 ebenfalls nachträglich unter CC-BY-SA Lizenz gestellt.
Seit 2008 lebt Pitvalid in Berlin.

## Diskografie
- 2001: Trickkiste Sampler (LP)
- 2004: Mala Hierba Sampler (LP)
- 2006: True Colors (EP)
- 2006: Chamäleon (LP)
- 2007: True Colors (Radsch Remix Version) (EP)
- 2011: Pitrock (LP)
- 2013: PIRO - Bewusst|Sein (EP)
- 2021: Tauchen (EP)

## Band (Piro)
- Afonso Ribeiro: Schlagzeug
- Stuart Kemp: Bass
- Igor Bojic: Gitarre
- Angelo Neto: Keyboard
- DJ Quendolin Fender: Plattenspieler